# CVD
CVD (Chemical Vapour Deposition) betegner en proces hvorved et fast stof udfældes fra en gasblanding som resultat af en kemisk reaktion på et substrat. Reaktionen foregår oftest ved forhøjet temperatur (100-1000° C) og lavt tryk (0,1-100 mbar). CVD processer bruges oftest til at belægge substrater med belægninger der har specielle funktionelle egenskaber der kun vanskeligt ville kunne lade sig gøre på anden vis.
Et eksempel på en CVD-proces er udfældning af tantal fra tantalpentachlorid:
2TaCl5(g) + 5H2(g) → 2Ta(s) + 10HCl(g)
Processen foregår ved 950° C og ca 1 mbar. Resultatet er en ekstremt korrosionsbestandig belægning, på et substrat med mekaniske egenskaber man ønsker.